# Förderpreis des Landes Nordrhein-Westfalen für junge Künstlerinnen und Künstler
Mit dem Förderpreis des Landes Nordrhein-Westfalen für junge Künstlerinnen und Künstler werden seit 1957 überdurchschnittlich begabte junge Menschen im Bereich der Kunst geehrt. Den Künstlern soll mit einem Preisgeld in Höhe von 7.500 Euro (Stand: 2010) ermöglicht werden, sich künstlerisch weiterzuentwickeln.
Der Preis wird in den folgenden Sparten verliehen:
- Malerei, Grafik, Bildhauerei
- Dichtung, Schriftstellerei
- Komposition, Dirigat, Instrumentalmusik
- Theater: Regie, Schauspiel, Gesang, Tanz, Bühnenbild
- Film: Regie, Bühnenbild, Kameraführung
- Medienkunst
- Architektur, Innenarchitektur, Gartenarchitektur, Städtebau, Design

In einem zweistufigen Verfahren wählen zunächst Institutionen und Einzelpersönlichkeiten geeignete Kandidaten für vom Land Nordrhein-Westfalen bestimmte Auswahlausschüsse aus, die dann dem Ministerpräsidenten des Landes Nordrhein-Westfalen Vorschläge für die Preisträger unterbreiten. Diese sollen in der Regel nicht älter als 35 Jahre sein und durch Geburt, Wohnsitz oder künstlerisches Schaffen mit dem Land Nordrhein-Westfalen verbunden sein. Eigenbewerbungen sind ausgeschlossen.
Die Preisverleihungen erfolgen gewöhnlich noch im Jahr der Ausschreibung durch den jeweiligen Minister für Familie, Kinder, Jugend, Kultur und Sport des Landes Nordrhein-Westfalen.

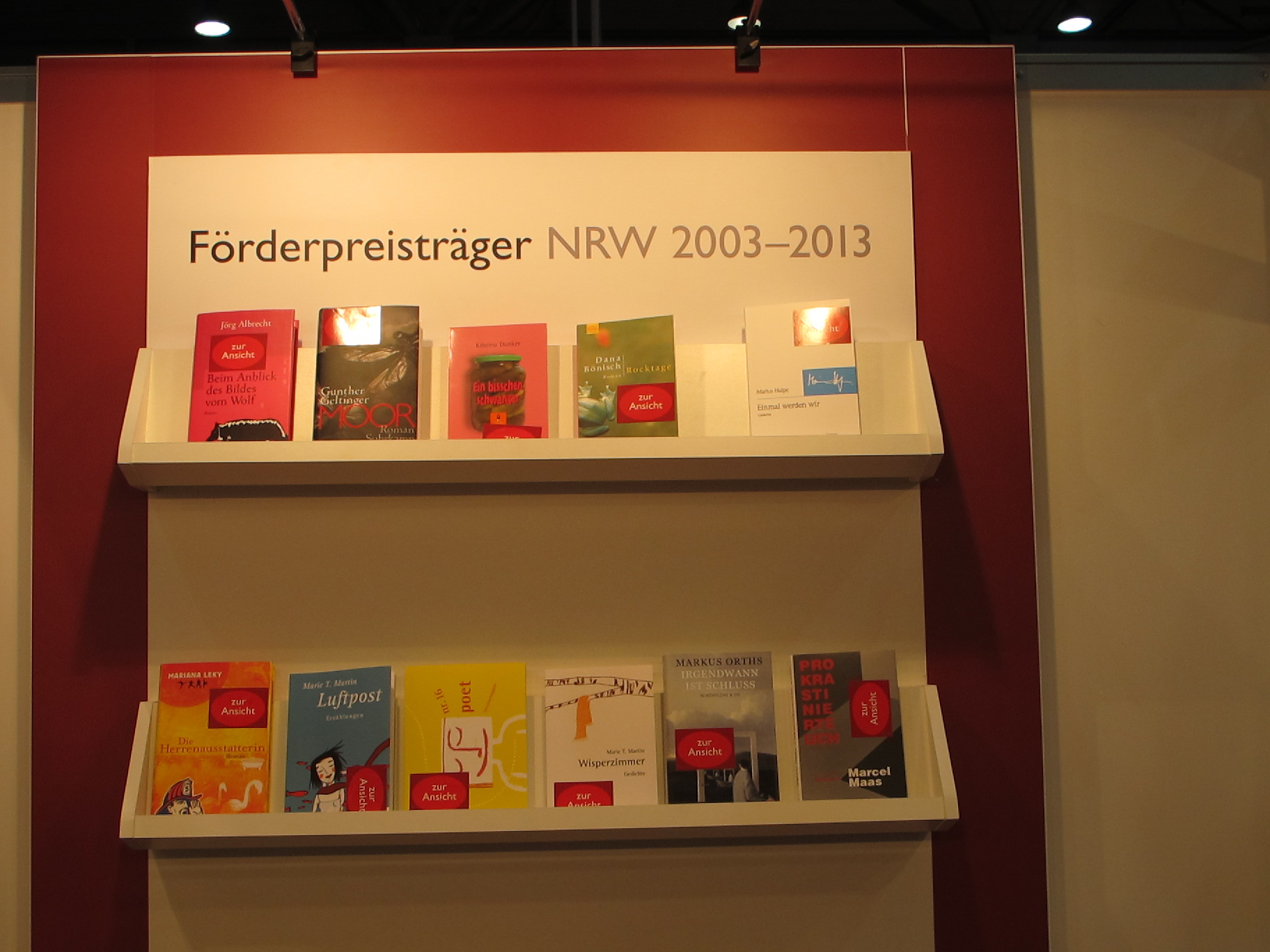
Präsentation der Preisträger für Dichtung und Schriftstellerei auf der Leipziger Buchmesse 2014

## Preisträger (unvollständig)
Folgende Personen haben den Förderpreis des Landes Nordrhein-Westfalen für junge Künstlerinnen und Künstler erhalten:

### 1957
- Norbert Spielmann (Architekt)
- Theo Heiermann (Bildhauer)
- Gerhard Hoehme (Maler)
- Denise Laumer (Tänzerin)
- Wera Petersen (Schauspielerin)
- Hans Dieter Schwarze (Schriftsteller)
- Aloys Kontarsky (Pianist)
- Alexander Meyer von Bremen (Komponist)
- Eduard Wollitz (Sänger)

### 1958
- Marcel Felten (Architekt)
- Johannes Geccelli (Maler)
- Kurt-Wolf von Borries (Bildhauer)
- Inge Koch (Tänzerin)
- Frank Ulrich Schmidt (Bühnenbildner)
- Hansjörg Utzerath (Schauspieler)
- Josef Reding (Schriftsteller)
- Lukas David (Geiger)
- Helmut Kretschmar (Sänger)
- Gisbert Schneider (Organist)

### 1959
- Friedhelm Kalle (Architekt)
- Jochem Pechau (Bildhauer, Holzschneider)
- Peter Royen (Maler)
- Winfried Krisch (Solotänzer)
- Rolf Schult (Schauspieler)
- Bodo Ulrich (Regisseur)
- Hermann Moers (Schriftsteller)
- Reinhard Peters (Kapellmeister)
- Sigrid Schmidt (Opernsängerin)
- Herbert Seidemann (Pianist)

### 1960
- Günter Hagen (Architekt)
- Klaus Balke (Bildhauer)
- Konrad Klapheck (Maler)
- Katrin Boeckler (Schauspielerin)
- Lothar Höfgen (Solotänzer)
- Kay Hoff (Schriftsteller)
- Gerd Feldhoff (Opernsänger)
- Peter Richter (Dirigent)
- Almut Rößler (Organistin)
- Klaus Schilde (Pianist)

### 1961
- Joachim Schürmann (Architekt)
- Herbert Kaufmann (Maler)
- Paul Nagel (Bildhauer)
- Helmut Everke (Schauspieler)
- Franz Norbert Mennemeier (Schriftsteller)
- Gottfried Michael Koenig (Komponist)
- Hans Rietjens (Opernsänger)
- Dieter Schönbach (Komponist)
- Nelly Söregi-Wunderlich (Geigerin)
- Petra Troitzsch (Sängerin)

### 1962
- Ernst Althoff (Architekt)
- Peter Großbach (Bildhauer)
- Friedhelm Lach (Maler)
- Uwe Evers (Solotänzer)
- Elsbeth May (Schauspielerin)
- Dieter Wellershoff (Schriftsteller)
- Christa Maria Kress (Opernsängerin)
- Günter Ludwig (Pianist)
- Strauß-Quartett (Musik)

### 1963
- Nikolaus Rosiny (Architekt)
- Günter Drebusch (Graphiker)
- Paul Isenrath (Bildhauer)
- Stephan Orlac (Schauspieler)
- Marina von Othegraven (Solotänzerin)
- Peter Schamoni (Regisseur)
- Günter Seuren (Schriftsteller)
- Christoph Caskel (Schlagzeuger)
- Hans Sotin (Opernsänger)
- Helga Storck (Harfenistin)

### 1964
- Harald Schmuck (Architekt)
- Felix Stalder (Architekt)
- Rudolf Peer (Bildhauer)
- Günther Uecker (Maler)
- Vera Müller (Schauspielerin)
- Walter Schmidinger (Schauspieler)
- Hugo Niebeling (Regisseur)
- Walter Aue (Schriftsteller)
- Sieglinde Ahrens (Organistin)

### 1965
- Dieter Georg Baumewerd (Architekt)
- Ludwig Tiepelmann (Architekt)
- Edgar Augustin (Bildhauer)
- Peter Hermann Schütz (Maler)
- Fritz Lichtenhahn (Schauspieler)
- Angela Schmid (Schauspielerin)
- Nicolas Born (Schriftsteller)
- Wolfgang Hädecke (Schriftsteller)
- Klaus Hellwig (Pianist)
- Bernhard Kontarsky (Pianist)

### 1966
- Peter Brand (Architekt)
- Wolfgang Weber (Architekt)
- Marianne Aue (Bildhauerin)
- Robert Rexhausen (Maler)
- Matthias Ponnier (Schauspieler)
- Tilly Söffing (Solotänzerin)
- Klas Ewert Everwyn (Schriftsteller)
- Peter Faecke (Schriftsteller)
- Johannes Fritsch (Komponist)
- Iwona Salling (Cembalistin)

### 1967
- Ulrich Kölsch (Architekt)
- Christoph Parade (Architekt)
- Dieter Haack (Maler)
- Ferdinand Kriwet (Maler und Graphiker)
- Angelica Bornhausen (Solotänzerin)
- Hildegard Schmahl (Schauspielerin)
- Wolfgang Körner (Schriftsteller)
- Hannelies Taschau (Schriftstellerin)
- Karl Ridderbusch (Konzert- und Opernsänger)
- Hans Zender (Komponist und Dirigent)

### 1968
- Olaf Jacobsen (Architekt)
- Werner Sifrin (Architekt)
- Georg Meissner (Graphiker)
- Ansgar Nierhoff (Bildhauer)
- Peter Breuer (Solotänzer)
- Rosel Zech (Schauspielerin)
- Günter Wallraff (Schriftsteller)
- Hans Wollschläger (Schriftsteller)
- Friedhelm Döhl (Komponist)
- Heinz Martin Lonquich (Komponist)

### 1969
nicht verliehen

### 1970
nicht verliehen

### 1971
nicht verliehen

### 1972
- Klaus Reese (Architekt)
- Claudia Kinast (Malerin)
- Klaus Rinke (Bildhauer)
- Pina Bausch (Tänzerin)
- Silvia Janisch (Schauspielerin)
- Renke Korn (Schriftsteller)
- Dieter Kühn (Schriftsteller)
- Dirk Joeres (Pianist)
- Martin Christoph Redel (Komponist)

### 1973
- Richard Bödeker (Architekt)
- Armin Boyer (Architekt)
- dt8 Planungsgruppe (Architektur): Ulrich Coersmeier, Claus Ditges, Alfred Fuhrmann, Stephan Görner, Christian Schaller
- Vilmos Krén (Architekt)
- Klaus Steinhauer (Architekt)
- Horst Wagenfeld (Architekt)
- Ulrich Rückriem (Bildhauer)
- Jorge Stever (Maler)
- Christiane Lemm (Schauspielerin)
- Aart Veder (Schauspieler)
- Rainer Horbelt (Schriftsteller)
- Marlene Stenten (Schriftstellerin)
- Rolf Gehlhaar (Komponist)
- Friedrich-Jürgen Sellheim (Cellist)

### 1974
- Eckhard Gerber (Architekt)
- Manfred Lange (Architekt)
- Dierk Stelljes (Architekt)
- Walter von Lom (Architekt)
- William Brauhauser (Bildhauer)
- Ulrich Erben (Maler)
- Norbert Kollakowski (Schauspieler)
- Christian Linder (Schriftsteller)
- Rolfrafael Schröer (Schriftsteller)
- Peter Hofmann (Opernsänger)
- Ulrich Leyendecker (Komponist)
- Rolf Schulte (Konzertgeiger)

### 1975
- Michael Behr (Architekt)
- Eckhard Kluth (Architekt)
- Hanno Schimmel (Architekt)
- Thomas van den Valentyn (Architekt)
- Jaroslav Adler (Bildhauer)
- Katharina Sieverding (Malerin)
- Katharina Dau (Opernsängerin)
- Bernd Heinzelmann (Schauspieler)
- Frank Göhre (Schriftsteller)
- Ludwig Soumagne (Schriftsteller)
- Folkwang-Streichtrio: Peter Gerschwitz (Cellist), Friedrich Heuser (Bratschist), Juliane Kowoll (Geigerin)
- Christoph Carl (Fagottist)
- Hans D.KLaus (Klarinettist)
- Hansjörg Schellenberger (Oboist)

### 1976
- Niklaus Fritschi (Architekt)
- Edeltraut Theuer-Assmann (Architektin)
- Wolfgang Nestler (Bildhauer)
- Michael Sauer (Graphiker)
- Jo Ann Endicott (Tänzerin)
- Angelika Thomas (Schauspielerin)
- Volker W. Degener (Schriftsteller)
- Käte Reiter (Lyrikerin)
- Michael Denhoff (Komponist)
- Michael Jüllich (Schlagzeuger)

### 1977
- Ueli Schnetzer (Architekt)
- Gert-Claus Wagner (Architekt)
- Hubertus Gojowczyk (Bildender Künstler)
- Ulrike Rosenbach (Bildende Künstlerin)
- Marlis Alt (Tänzerin)
- Jutta Richter (Schriftstellerin)
- Klaus-Peter Wolf (Schriftsteller)
- Ensemble Musica Antiqua Köln: Hajo Bäß (Geiger), Henk Bouman (Cembalist), Jonathan Cable (Violonist), Reinhard Goebel (Geiger), Charles Medlam (Cellist)
- Karl-Heinz Bloemeke (Dirigent)
- Robert Schunk (Sänger)

### 1978
- Reinhart Klippel (Architekt)
- Kurt Ziehmer (Architekt)
- Lothar Baumgarten (Bildender Künstler)
- Bruno Krenz (Bildender Künstler)
- Wolfgang Neuhausen (Schauspieler)
- Wolfgang Schiffer (Schriftsteller)
- Niklas Stiller (Schriftsteller)
- Hildegard Hartwig (Sängerin)
- Joachim Herbold (Komponist)
- Alexander Lonquich (Pianist)

### 1979
- Rüdiger Flender (Architekt)
- Michael Kanapin (Architekt)
- Brigitte Meier-Pohlenz (Architektin)
- Manfred Sundermann (Architekt)
- Manfred Gieseler (Bildender Künstler)
- Klaus Ritterbusch (Maler)
- Claudia Nolte (Schauspielerin)
- Uwe-Michael Gutzschhahn (Schriftsteller)
- Rumjana Zacharieva (Schriftstellerin)
- York Höller (Komponist)
- Heidrun Holtmann (Pianistin)
- Georgine Resick (Sängerin)

### 1980
- Paul Dickmann (Architekt)
- Hans-Jürgen Karius (Maler)
- Isolde Wawrin (Malerin)
- Bernd Schindowski (Tänzer)
- Friedel Schümann (Schauspielerin)
- Rahel Hutmacher (Schriftstellerin)
- Michael Klaus (Schriftsteller)
- Reiner Hochmuth (Cellist)
- Frank Peter Zimmermann (Geiger)

### 1981
- Andreas Dilthey (Architekt)
- Jürgen Overdiek (Architekt)
- Karl-Heinz Petzinka (Architekt)
- Felix Droese (Bildender Künstler)
- Norbert Prangenberg (Bildender Künstler)
- Christine Scherer-Weißens (Schauspielerin)
- Matthias Buth (Schriftsteller)
- Hanns-Josef Ortheil (Schriftsteller)
- Herbert Henck (Pianist)
- Berthold Possemeyer (Sänger)
- Hugo Read (Saxofonist)

### 1982
- Kurt Joa Wimmer (Architekt)
- Astrid Klein (Bildende Künstlerin)
- Jürgen Partenheimer (Bildender Künstler)
- Michael Lesch (Schauspieler)
- Wolfgang Komm (Schriftsteller)
- Jochen Schimmang (Schriftsteller)
- Klaus Becker (Oboist)
- Thomas Blomenkamp (Komponist)
- Cynthia Makris (Sängerin)

### 1983
- Thomas S.Bley (Architekt)
- Judith Botfay (Architektin)
- Gusztav Brendel (Architekt)
- Hella Berent (Bildende Künstlerin)
- Peter Bömmels (Bildender Künstler)
- Renan Demirkan (Schauspielerin)
- Werner Biedermann (Regisseur)
- Werner Kubny (Kameramann)
- Raimund Hoghe (Schriftsteller)
- Willi Thomczyk (Schriftsteller)
- Lia Frey-Rabine (Sängerin)
- Wolfgang Manz (Pianist)
- Thomas Müller-Pering (Gitarrist)

### 1984
- Jörg Friedrich (Architekt)
- Julia Lohmann (Bildende Künstlerin)
- Jindrich Zeithamml (Bildender Künstler)
- Johannes Leiacker (Bühnenbildner)
- Dominique Mercy (Tänzer)
- Ebba Jahn (Filmemacherin)
- Muscha (Film- und Videokünstler)
- Viktoria Lösche (Schriftstellerin)
- Alfred Miersch (Schriftsteller)
- Christoph Poppen (Geiger)
- Martin Schulz (Schlagzeuger)

### 1985
- Ulrich Hahn (Architekt)
- Heribert Wiesemann (Architekt)
- Hilmar Boehle (Bildender Künstler)
- Thomas Virnich (Bildender Künstler)
- Inge Andersen (Schauspielerin)
- Mathias Allary (Filmemacher)
- Christoph Dreher (Regisseur)
- Gerhard Eikenbusch (Schriftsteller)
- Georg Heinzen (Schriftsteller)
- Uwe Koch (Schriftsteller)
- Auryn Quartett: Andreas Arndt (Cellist), Stewart Eaton (Bratschist), Matthias Lingenfelder (Geiger), Jens Oppermann (Geiger)
- Werner-Joseph Hölderle (Komponist)
- Diana Walker (Sängerin)

### 1986
- Rolf Dahlbender (Architekt)
- Dörte Gatermann (Architektin)
- Elmar Schossig (Architekt)
- Johannes Lenhart (Bildender Künstler)
- Daniel Poensgen (Bildender Künstler)
- Andrea Breth (Regisseurin)
- Franziska Grasshoff-de Horn (Schauspielerin)
- Stephan Sachs (Filmemacher)
- Undine Gruenter (Schriftstellerin)
- Sigrid Zeevaert (Schriftstellerin)
- Thomas Bracht (Komponist)
- Tilmann Wick (Cellist)

### 1987
- Wolfgang Felder (Architekt)
- Artur Mandler (Architekt)
- Thomas Starczewski (Architekt)
- Thomas Ruff (Bildender Künstler)
- Oveis Saheb Djawaher (Bildender Künstler)
- Joyce Cuoco (Tänzerin)
- Fosco Dubini (Filmemacher)
- Donatello Dubini (Filmemacher)
- Maija-Lene Rettig (Filmemacherin)
- Liane Dirks (Schriftstellerin)
- Luise Schmidt (Schriftstellerin)
- Silvia Droste (Vocalistin)
- Christa Ranacher (Sängerin)
- Claudius Tanski (Pianist)

### 1988
- Thomas Kostulski (Architekt)
- Johannes Schilling (Architekt)
- Ulrike Irene Schilling (Architektin)
- Annebarbe Kau (Bildende Künstlerin)
- Gereon Lepper (Bildender Künstler)
- Ulli Maier (Schauspielerin)
- Annelore Sarbach (Schauspielerin)
- Peter Braatz (Filmemacher)
- Kati Hötger (Filmemacherin)
- Monika Littau (Schriftstellerin)
- Norbert Wehr (Schriftsteller)
- Norbert Fröhlich (Komponist)
- Mark-Andreas Schlingensiepen (Dirigent)

### 1989
- Thomas Kesseler (Architekt)
- Hermann Becker (Designer)
- Andreas Gursky (Bildender Künstler)
- Gisela Kleinlein (Bildende Künstlerin)
- Darie Cardyn (Tänzerin)
- Ingo Naujoks (Schauspieler)
- Barbara Lipinska-Leidinger (Filmemacherin)
- Josef Stöhr (Filmemacher)
- Thomas Kling (Autor)
- Frank Lingnau (Autor)
- Matthias Kirschnereit (Pianist)
- Mie Miki-Schenk (Akkordeon-Solistin)

### 1990
- Horst M.Fischer (Architekt)
- Gabor Schneider (Architekt)
- Ingo Günther (Bildender Künstler)
- Dieter Kiessling (Bildender Künstler)
- Urs Dietrich (Tänzer/Choreograf)
- Ute Fiedler (Schauspielerin)
- Niko von Glasow (* 1960 in Köln als Niko Brücher, Filmemacher)
- Philip Gröning (Filmemacher)
- Khalid Al-Maaly (Autor)
- Christoph Klimke (Autor)
- Jörg Birkenkötter (Komponist)
- Isfort-Quartett: Ulrich Isfort (Geiger), Anke-Bettina Lorenz (Geigerin), Konstantin Schönberg (Cellist), Irene Schwalb (Bratschistin)

### 1991
- Reinhard Angelis (Architekt)
- Johannes Kalvelage (Architekt)
- Johannes Kister (Architekt)
- Reinhard Scheithauer (Architekt)
- Stefan Schmitz (Architekt)
- Asta Gröting (Bildende Künstlerin)
- Volker Heinze Bildender Künstler
- Sandra Flubacher (Schauspielerin)
- Hermine Huntgeburth (Filmemacherin)
- Cathy Joritz (Filmemacherin)
- Thorsten Becker (Autor)
- Marcel Beyer (Autor)
- Stephan Froleyks (Komponist/Interpret)
- Klaus König (Komponist/Interpret)
- Ines Krome (Sängerin)

### 1992
- Claudia Hannibal-Scheuring (Architektin)
- Holger Rübsamen (Architekt)
- Rüdiger Ruby (Architekt)
- Andreas Scheuring (Architekt)
- Mischa Kuball (Bildender Künstler)
- Frances Scholz (Malerin)
- Ruth Cruz Amarante (Tänzerin)
- Richard Wherlock (Choreograf)
- Dominique Andreas Faix (Filmemacher)
- Dobrivoie Kerpenisan (Filmemacher)
- Matthias Müller (Filmemacher)
- Roland Koch (Autor)
- Kai Metzger (Autor)
- Heidi Emmert (Organistin)
- Guido Schiefen (Cellist)

### 1993
nicht verliehen

### 1994
- Simon Ungers (Architekt)
- Andrea Knobloch (Bildende Künstlerin)
- Sigrid Lange (Bildende Künstlerin)
- Karin Beier (Regisseurin)
- Friederike Tiefenbacher (Schauspielerin)
- Harry Flöter (Filmemacher)
- Rudi Heinen (Filmemacher)
- Jörg Siepmann (Filmemacher)
- Sibylle Stürmer (Filmemacherin)
- Brigitte Doppagne (Autorin)
- Dieter M. Gräf (Autor)
- Isabelle Faust (Geigerin)
- Claudio Puntin (Instrumentalist)
- Steffen Schorn (Instrumentalist)

### 1995
- Marion Goerdt (Architektin)
- Martin Halfmann (Architekt)
- Ulrike Halfmann (Architektin)
- Irene Schwarz (Architektin)
- Martin Gerwers (Bildender Künstler)
- Gregor Schneider (Bildender Künstler)
- Caroline Ebner (Schauspielerin)
- Jan Schütte (Schauspieler)
- Bettina Flitner (Filmemacherin)
- Tom Tykwer (Filmemacher)
- Norbert Hummelt (Autor)
- Sabine Küchler (Schriftstellerin)
- Alexandra Naumann (Sängerin)
- Caspar Johannes Walter (Komponist)

### 1996
- Manuel Herz (Architekt)
- Annette Hillebrandt (Architektin)
- Gernot Schulz (Architekt)
- Stefan Höller (Bildender Künstler)
- Vero Pfeiffer (Bildende Künstlerin)
- Mark Sieczkarek (Choreograf)
- Susanne Ofteringer (Filmemacherin)
- Thorsten Krämer (Autor)
- Selim Özdogan (Autor)
- Inga Fischer (Sängerin)
- Paul Heller (Tenorsaxofonist)
- Dirk Schaefer (Filmmusiker)
- Lars Vogt (Pianist)

### 1997
- Barbara Francken (Architektin/Designerin)
- Bernadette Heiermann (Architektin)
- Ralf Berger (Bildhauer)
- Bernhard Fuchs (Bildender Künstler)
- Henrietta Horn (Choreografin)
- Katharina Sichtling (Bühnenbildnerin)
- Matthias X. Oberg (Filmemacher)
- Britta Wandaogo (Filmemacherin)
- Barbara Köhler (Autorin)
- Ute-Christine Krupp (Autorin)
- Mirijam Contzen (Geigerin)
- Harald Muenz (Komponist)

### 1998
- Arno Hans Brandlhuber (Architekt)
- Bernd Georg Kniess (Architekt)
- Jeannette Stargala (Architektin)
- Mark Formanek (Bildender Künstler)
- Martina Klein (Malerin)
- Anke Sieloff (Mezzosopranistin)
- Felix Vörtler (Schauspieler)
- Jörn Hintzer (Regisseur)
- Thomas Kutschker (Regisseur/Kameramann)
- Guido Eckert (Autor)
- Alexander Nitzberg (Autor)
- Karin Haußmann (Komponistin)
- Nils Wogram (Posaunist)

### 1999
- Ilse Maria Königs (Architektin)
- Ulrich Königs (Architekt)
- Anton Markus Pasing (Architekt)
- Claus Goedicke (Fotograf)
- Junior Toscanelli (Maler)
- Heike Kretschmer (Schauspielerin)
- Michael Schütz (Schauspieler)
- Züli Aladag (Filmemacher)
- Claudia Heuermann (Filmemacherin)
- Saskia Fischer (Autorin)
- John von Düffel (Autor)
- Silke Löhr (Dirigentin)
- Rainer Quade (Komponist)

### 2000
- Sonja Alhäuser (Bildende Künstlerin)
- Björn Dahlem (Bildender Künstler)
- Karl-Heinz Lehner (Sänger)
- Patrick Schlösser (Regisseur)
- Marion Kainz (Filmemacherin)
- Dirk Oetelshoven (Regisseur)
- Ralf Bönt (Autor)
- Jörg Uwe Sauer (Autor)
- Kumiko Omura (Komponistin)
- Jochen Rückert (Schlagzeuger)

### 2001
- Gert Lorber (Architekt)
- Annette Paul (Architektin)
- Silke Schatz (Bildende Künstlerin)
- Johannes Wohnseifer (Bildender Künstler)
- Myriam Schröder (Schauspielerin)
- Alexandra von der Weth (Sängerin)
- Almut Getto (Regisseurin)
- Damian Heinisch (Filmkünstler)
- Christoph Peters (Autor)
- Sabine Scho (Lyrikerin)
- Stephanie Thiersch (Regisseurin)
- Petr Zubek (Neue-Medien-Künstler)
- Dorothee Oberlinger (Flötistin)
- Henri Sigfridsson (Pianist)

### 2002
- Susanne Fritzer (Architektin)
- Andreas Kriege (Architekt)
- Eva-Maria Pape (Architektin)
- hobbypopMUSEUM: Thea Djordjadze, Christian Jendreiko, Nick Laessing, Matthias Lahme, Dietmar Lutz, André Niebuhr, Marie-Céline Schäfer, Markus Vater, Sophie von Hellermann
- Michal Matys (Tänzer)
- Sabine Osthoff (Schauspielerin)
- Benjamin Quabeck (Autor/Regisseur)
- Erica von Moeller (Autorin/Regisseurin)
- Christof Hamann (Autor)
- Anke Velmeke (Autorin)
- Katja Davar (Medienkünstlerin)
- Hee-Seon Kim (Neue-Medien-Künstlerin)
- Daniel Rothert (Flötist)
- Marcus Schmickler (Komponist)

### 2003
- Anne-Julchen Bernhardt (Architektin)
- Yves Corneille (Architekt)
- Jörg Leeser (Architekt)
- Peter Uedingslohmann (Architekt)
- Tatjana Doll (Bildende Künstlerin)
- Ralf Werner (Bildhauer)
- Louisa Stroux (Schauspielerin)
- Kay Voges (Regisseur)
- Synke Schlüter (Regisseurin/Kamerafrau)
- Ruth Olshan (Autorin/Regisseurin)
- Sandra Niermeyer (Autorin)
- Markus Orths (Autor)
- Dagmar Keller (Medienkünstlerin)
- Olaf Val (Medienkünstler)
- Martin Wittwer (Medienkünstler)
- Angelika Niescier (Komponistin)
- Erik Schumann (Geiger)

### 2004
- Christian Decker (Architekt)
- André Habermann (Architekt)
- Ralph Röwekamp (Architekt)
- Sonja Starke (Architektin)
- Dieter Stock (Architekt)
- Matti Braun (Bildender Künstler)
- Julia Jansen (Bildende Künstlerin)
- Lisa Hagmeister (Schauspielerin)
- Almas Svilpa (Sänger)
- Jan Krüger (Regisseur)
- Carolin Schmitz (Regisseurin)
- Dana Bönisch (Autorin)
- Hendrik Rost (Autor)
- Yunchul Kim (Medienkünstler)
- Agnes Meyer-Brandis (Medienkünstlerin)
- Allan Bergius (Dirigent)
- Niels Klein (Musiker)

### 2005
- Nina Könnemann (Videokünstlerin)
- Christian Freudenberger (Maler und Zeichner)
- Kristina Dunker (Autorin)
- Mariana Leky (Autorin)
- Kathy Kang (Violinistin)
- Suyoen Kim (김수연; Violinistin)
- In-Jung Jun (전인정; Choreographin)
- Constanze Becker (Schauspielerin)
- Bettina Braun (Filmemacherin)
- Thomas Durchschlag (Regisseur)
- Heike Mutter (Medienkünstlerin)
- Medienkünstlerpaar Mioon: Min Kim (김민), Moon Choi (최문)
- Mark Mückenheim (Architekt)
- Architektengruppe Rheinflügel Baukunst: Christian Heuchel, Tillmann Klein, Jo Meyer, Björn Severin, Marie-Céline Schäfer, Karsten Weber

### 2006
- Seb Koberstädt (Bildender Künstler)
- Friedrich Kunath (Bildender Künstler)
- Silke Andrea Schuemmer (Autorin)
- Tilman Rammstedt (Autor)
- Jakub Čižmarovič (Pianist)
- Evgeni Bozhanov (Евгени Божанов; bulgar. Pianist)
- Immo Karaman (Regisseur)
- Anna Virovlansky (Sopranistin)
- Anja Struck (Filmemacherin)
- Mechthild Barth (Filmeditorin)
- Martin Brand (Medienkünstler)
- Anja Kempe (Medienkünstlerin)
- Karin Damrau (Architektin)
- Christoph Schmidt (Architekt)

### 2007
- Manuel Graf (Bildender Künstler)
- Robert Elfgen (Bildender Künstler)
- Marion Poschmann (Autorin)
- Jörg Albrecht (Autor)
- Florian Weber (Jazzpianist)
- Julian Jia (贾志超; Pianist)
- Nataliya Kovalova (Наталія Ковальова; Sängerin)
- Philipp Preuss (Regisseur)
- Anna Silvia Bins (Filmemacherin)
- Till Nowak (Filmemacher)
- Yanick Fournier (Medienkünstler)
- Ralf Baecker (Medienkünstler)
- Architekten FAR: Marc Frohn, Mario Rojas Toledo
- Jonas Coersmeier (Architekt)

### 2008
- Natalie Czech (Bildende Künstlerin)
- Marius Hulpe (Autor)
- Oliver Uschmann (Autor)
- Hauke Jasper Berheide (Komponist)
- Matthias Schriefl (Komponist und Trompeter)
- Lena Schwarz (Schauspielerin)
- Laurent Chétouane (Regisseur)
- Gregor Buchkremer (Regisseur)
- Stefan Westerwelle (Regisseur)
- Freya Hattenberger (Medienkünstlerin)
- Kerstin Ergenzinger (Medienkünstlerin)
- Studyo Architects: Ayşin İpekçi (Architektin), Cem Yurtsever (Architekt)
- Architektenduo modulorbeat: Architekten Marc Günnewig, Jan Kampshoff

### 2009
- Gereon Krebber (Bildender Künstler)
- Martin Pfeifle (Bildender Künstler)
- Que Du Luu (Autorin)
- Thomas Melle (Autor)
- Bruno Böhmer Camacho (Jazz-Pianist)
- Alexej Gorlatch (ukrainisch Олексій Горлач Oleksij Horlatsch; Pianist)
- Ben J. Riepe (Choreograph)
- Elisabeth Stöppler (Musiktheater-Regisseurin)
- Anna Ditges (Filmemacherin)
- Lola Randl (Filmemacherin)
- Johanna Reich (Medienkünstlerin)
- Elizabeth Cortinas Hidalgo (Medienkünstlerin)
- Architektenduo Format 21: Jonas Greubel und Daniel Schilp
- Architektenduo BFR Lab Cologne: Judith Reitz und Daniel Baerlecken

### 2010
- in der Sparte Malerei, Graphik, Bildhauerei die Bildende Künstlerin Anne Pöhlmann und der Künstler Florian Meisenberg
- in der Sparte Dichtung, Schriftstellerei die Autorin Sandra Trojan und der Autor Thomas Pletzinger
- in der Sparte Komposition, Dirigat, Instrumentalmusik der Komponist Michael Langemann und das Kammermusik-Ensemble "Amaryllis Quartett" (Gustav Frielinghaus, Lena Wirth, Lena Eckels und Yves Sandoz)
- in der Sparte Theater: Regie, Schauspiel, Gesang, Tanz, Bühnenbild die Schauspielerin Katja Stockhausen und die Opern-Regisseurin Eva-Maria Höckmayr
- in der Sparte Film: Regie, Bühnenbild, Kameraführung der Filmemacher Mischa Leinkauf und die Filmemacherin Anna Wahle
- in der Sparte Medienkunst die Medienkünstler Franziska Windisch und Jan Hoeft
- in der Sparte Architektur, Innenarchitektur, Landschaftsarchitektur, Städtebau, Design der Architekt Sascha Glasl des Büros "space&matter" und die Architekten des Büros "bk2a architektur" Sonja Becker und Rüdiger Karzel

### 2011
- in der Sparte Malerei, Graphik, Bildhauerei der Bildende Künstler Tobias Hantmann und die Künstlerin Agata Madejska
- in der Sparte Dichtung, Schriftstellerei die Lyrikerin Vesna Lubina
- in der Sparte Komposition, Dirigat, Instrumentalmusik die Violinistin Hannah Weirich und Komponist Felix Wolfgang Rösch
- in der Sparte Theater: Regie, Schauspiel, Gesang, Tanz, Bühnenbild der Tänzer Aleš Čuček und die Schauspielerin Anastasia Gubareva
- in der Sparte Film: Regie, Bühnenbild, Kameraführung die Regisseurinnen Jana Debus und Katharina Pethke
- in der Sparte Medienkunst die Medienkünstlerin Maren Maurer und der Medienkünstler Jens Pecho
- in der Sparte Architektur, Innenarchitektur, Landschaftsarchitektur, Städtebau, Design der Architekt Tore Pape des Büros Pool 2 Architekten sowie Architekten des Büros BDA Stephan Birk und Liza Heilmeyer

### 2012
- in der Sparte Malerei, Graphik, Bildhauerei die Bildende Künstlerin Erika Hock und der Bildende Künstler Jan Paul Evers
- in der Sparte Dichtung, Schriftstellerei die Autorin Sabrina Janesch und der Autor Marcel Maas
- in der Sparte Komposition, Dirigat, Instrumentalmusik die Violinistin Christina Brabetz und der Komponist Anno Schreier
- in der Sparte Theater: Regie, Schauspiel, Gesang, Tanz, Bühnenbild die Sopranistin Miriam Clark und der Schauspieler Christoph Jöde
- in der Sparte Film: Regie, Bühnenbild, Kameraführung die Regisseurinnen Isabel Prahl und Tama Tobias-Macht
- in der Sparte Medienkunst die Medienkünstler Philipp Hamann und Alexander Basile
- in der Sparte Architektur, Innenarchitektur, Gartenarchitektur, Städtebau, Design das Architektenduo Ben Dratz und Daniel Dratz sowie die Architektin Agnieszka Wnuczak

### 2013

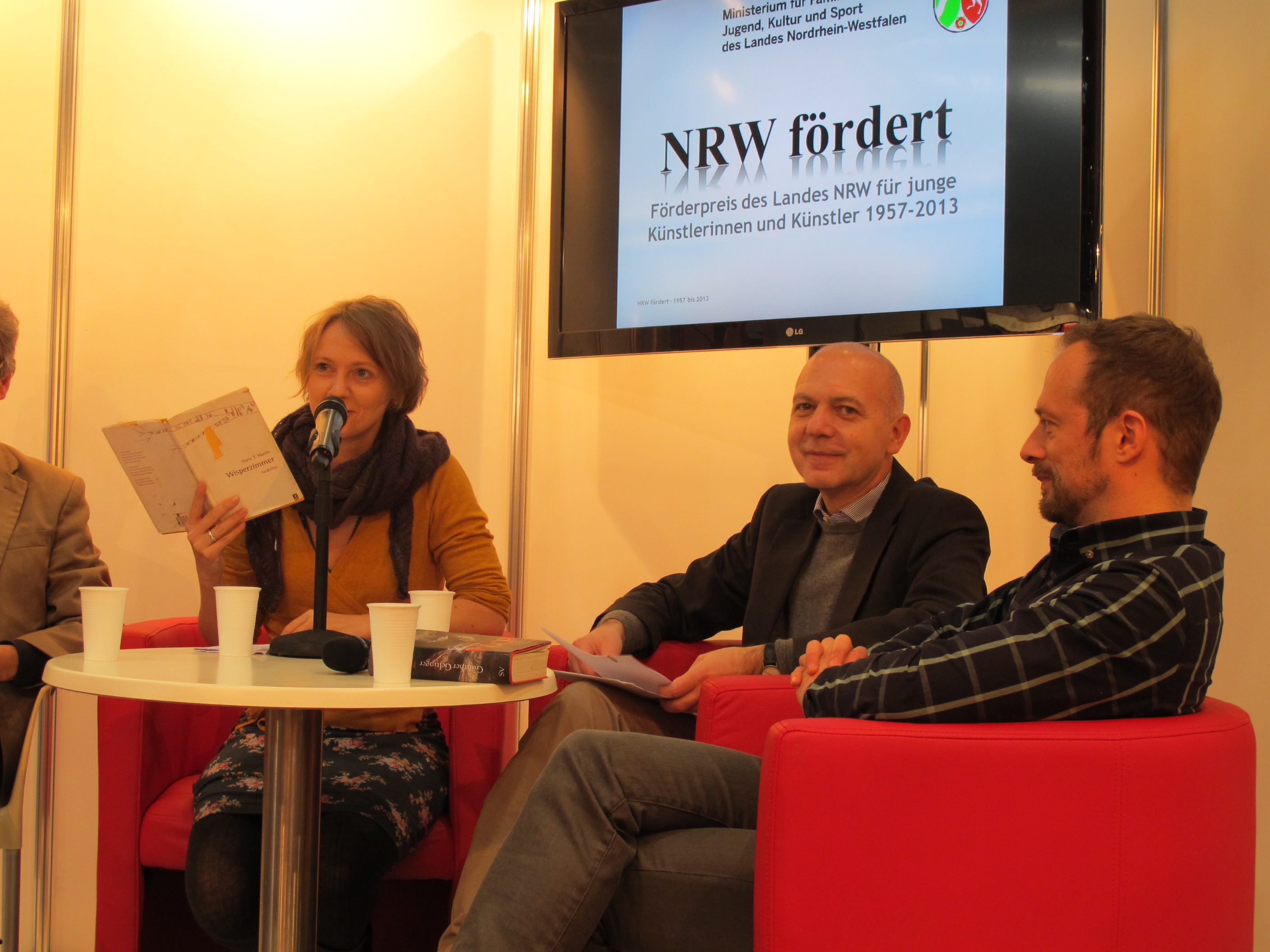
Präsentation der Preisträger Marie T. Martin und Gunther Geltinger auf der Leipziger Buchmesse 2014

- in der Sparte Malerei, Graphik, Bildhauerei die Bildende Künstlerin Stephanie Gudra und der Bildende Künstler Christoph Westermeier
- in der Sparte Dichtung, Schriftstellerei die Autorin Marie T. Martin und der Autor Gunther Geltinger
- in der Sparte Komposition, Dirigat, Instrumentalmusik das Jazztrio mit Robert Landfermann, Jonas Burgwinkel, Pablo Held und der Violinist Noé Inui
- in der Sparte Theater: Regie, Schauspiel, Gesang, Tanz, Bühnenbild der Tänzer Joseph Curtis und die Schauspielerin Kristina Peters
- in der Sparte Film: Regie, Bühnenbild, Kameraführung der Künstler Lukas Marxt und die Künstlerin Mareike Wegener
- in der Sparte Medienkunst der Künstler Axel Braun und der Künstler Alwin Lay
- in der Sparte Architektur, Innenarchitektur, Gartenarchitektur, Städtebau, Design die Planungsgemeinschaft N222 mit Philip Behrend, Micky Damm, Michael Weichler, Philipp Bilke und Daniel Dratz und die Künstlerin Laura Popplow

### 2014
- in der Sparte Malerei, Graphik, Bildhauerei die Bildende Künstlerin Kristina Berning und der Bildende Künstler Timo Seber
- in der Sparte Dichtung, Schriftstellerei die Autorin Julia Trompeter und der Autor Christoph Wenzel
- in der Sparte Komposition, Dirigat, Instrumentalmusik die Sängerin Anna Lucia Richter und der Musiker Mark Schumann
- in der Sparte Theater: Regie, Schauspiel, Gesang, Tanz, Bühnenbild die Theatertanzperformancer Verena Billinger, Sebastian Schulz und der Dramaturge Alexander Kerlin
- in der Sparte Film: Regie, Bühnenbild, Kameraführung die Filmemacherin Janina Jung und die Filmemacherin Kerstin Neuwirth
- in der Sparte Medienkunst die Künstler Henning Fehr, Henning Fehr und die Künstlerin Verena Friedrich
- in der Sparte Architektur, Innenarchitektur, Gartenarchitektur, Städtebau, Design die Architekturgruppe Dreihausfrauen mit Defne Saylan, Shidokht Shalapour und Patricia Gola und die Architekten Uli Winkelmann und Jens Matzken

### 2015
- in der Sparte Malerei, Graphik, Bildhauerei die Bildenden Künstler Bettina Marx und Sebastian Riemer
- in der Sparte Dichtung, Schriftstellerei die Lyrikerin Sina Klein und der Lyriker Gerrit Wustmann
- in der Sparte Komposition, Dirigat, Instrumentalmusik die Musikerinnen und Musiker des Morgenstern Trios, Emanuel Wehse, Stefan Hempel und Catherine Klipfel, und der Pianist Omer Klein
- in der Sparte Theater: Regie, Schauspiel, Gesang, Tanz, Bühnenbild die Sopranistin Elena Sancho Pereg und das Tanztheater-Duo Overhead-Project mit Tim Behren und Florian Patschovsky
- in der Sparte Film: Regie, Bühnenbild, Kameraführung die Regisseure Filippa Bauer und Markus Lenz
- in der Sparte Medienkunst die Medienkünstler Vera Drebusch und Bastian Hoffmann
- in der Sparte Architektur, Innenarchitektur, Gartenarchitektur, Städtebau, Design das Büro Deen Architects mit Christiane Deptolla und Peter Engländer

### 2016
- in der Sparte Malerei, Graphik, Bildhauerei die Bildende Künstlerin Louisa Clement und der Bildende Künstler Matthias Wollgast
- in der Sparte Dichtung, Schriftstellerei die Lyrikerin Sonja vom Brocke und der Schriftsteller Georg Leß
- in der Sparte Komposition, Dirigat, Instrumentalmusik der Violinist Aleksey Semenenko und der Jazz-Posaunist Janning Trumann
- in der Sparte Theater: Regie, Schauspiel, Gesang, Tanz, Bühnenbild die Regisseurin Hannah Biedermann und die Schauspielerin Merle Wasmuth
- in der Sparte Film: Regie, Bühnenbild, Kameraführung das Regieduo Laurentia Genske und Robin Humboldt sowie die Regisseurin Hannah Dörr
- in der Sparte Medienkunst die Medienkünstlerin Isabella Fürnkäs und der Medienkünstler Alexander Pascal Forré
- in der Sparte Architektur, Innenarchitektur, Gartenarchitektur, Städtebau, Design das Duo Elisabeth Bartscher und Alexander Bartscher sowie Martin Bachem

### 2017
- in der Sparte Malerei, Graphik, Bildhauerei: die Bildenden Künstler Sarah Kürten und Alexander Wissel
- in der Sparte Dichtung, Schriftstellerei: Bastian Schneider und David Krause
- in der Sparte Komposition, Dirigat, Instrumentalmusik: Rhea Pickios und das Gitarren-Duo Sören Golz und Ivan Danilov
- in der Sparte Theater: Regie, Schauspiel, Gesang, Tanz, Bühnenbild: die Schauspielerin Marissa Möller und der Künstler Mario Simon
- in der Sparte Film: Regie, Bühnenbild, Kameraführung: Lina Sieckmann, Miriam Gossing und Miguel Müller-Frank
- in der Sparte Medienkunst: die Medienkünstler Johannes Bendzulla und Nico Joana Weber
- in der Sparte Architektur, Innenarchitektur, Gartenarchitektur, Städtebau, Design: Abraham Klagsbrun und Oliver Oscar Wenz

### 2018
- in der Sparte Malerei, Graphik, Bildhauerei: Morgaine Schäfer und Studio for Propositional Cinema
- in der Sparte Dichtung, Schriftstellerei: Karosh Taha und Josefine Rieks
- in der Sparte Komposition, Dirigat, Instrumentalmusik: der Violinist Evgenii Sviridov und das Trio Repercussion (Johannes Wippermann, Veith Kloeters und Stephan Möller)
- in der Sparte Theater: Regie, Schauspiel, Gesang, Tanz, Bühnenbild: die Sopranistin Hasti Molavian und der Tänzer David Guy Kono
- in der Sparte Film: Regie, Bühnenbild, Kameraführung: die Filmemacherin Otaigo Beryl Magoko und der Filmemacher Tilman Singer
- in der Sparte Medienkunst: Stefani Glauber und Britta Thie
- in der Sparte Architektur, Innenarchitektur, Gartenarchitektur, Städtebau, Design: Max Krumholz und Anna Marijke Weber

### 2023
- in der Sparte Baukunst: Juliane Greb[2]

### 2024
(Quelle: )
- in der Sparte Baukunst: Dilan Vural
- in der Sparte Darstellende Kunst: Brig Huezo
- in der Sparte Literatur: Lina Atfah
- in der Sparte Musik: das Duo Blumengarten
- in der Sparte Visuelle Künste: Noemi Weber